# Orquestra Nacional del Capitoli de Tolosa
L'Orquestra nacional del Capitoli de Tolosa és l'orquestra simfònica de la ciutat de Tolosa de Llenguadoc. Té la seu a la Halle aux Grains on dirigeix la temporada simfònica. També acompanya el Teatre del Capitoli en les seves representacions líriques i coreogràfiques (Ballet du Capitole) i realitza nombroses gires a França i a l'estranger. Es va desenvolupar sobretot gràcies al director Michel Plasson. És, amb l'Orquestra de Cambra de Tolosa, una de les dues orquestres nacionals de la ciutat.

## Història
L'Orquestra nacional del Capitoli de Tolosa va ser creada a principis del segle XIX per a les temporades d'òpera del Teatre del Capitoli. Es va consolidar com a orquestra simfònica després de 1945 sota la batuta de directors com Gaston Poulet i Michel Plasson. De la seva fusió amb l'Orquestra Ràdiosimfònica de l'emissora regional ORTF Toulouse-Pyrénées, va néixer un grup que avui compta amb 125 intèrprets.

## L'aportació de Michel Plasson
En arribar el 1968, Michel Plasson va descobrir el 1974 la Halle aux Grains, un edifici hexagonal, un mercat de blat del segle XIX utilitzat durant 25 anys com a pavelló esportiu. Hi va fer actuar l'orquestra per a les simfonies i els concerts complets de Ludwig van Beethoven, després l'espai es va convertir en una sala de concerts i residència principal.
Aleshores Michel Plasson va dirigir l'orquestra de gira fora de França, va gravar la gran majoria de la seva discografia amb ella, a l'EMI (un centenar de discos, diversos dels quals van ser premiats), i la va presentar a prestigiosos artistes de la música clàssica: Barbara Hendricks, Régine Crespin, Roberto Alagna, Teresa Berganza, Josep Carreras, Jessye Norman.
Quan va marxar l'agost de 2003, Michel Plasson va deixar enrere una orquestra que va portar a un alt nivell a França, entre les primeres. Així es pot comprovar en els premis rebuts i també en el segell nacional atorgat pel ministre de Cultura l'any 1980. L'any 2004, Michel Plasson va ser nomenat director honorari.

## La successió de Tugan Sokhiev
Designat per la ciutat de Tolosa, és el jove director osset Tugan Sokhiev qui dirigeix l'orquestra amb la sortida de Michel Plasson. Des de setembre de 2005, és el primer director convidat i assessor musical de l'orquestra. Va assumir el càrrec de director musical a partir de setembre de 2008. El 6 de març de 2022 va renunciar al seu càrrec de director musical de l'Orquestra Nacional del Capitoli i del Bolxoi de Moscou.

## Públic jove
L'orquestra, sota la direcció de Michel Plasson, va posar en marxa programes adreçats en gran part al públic jove. Així, presenta cada any, de la mateixa manera que els habituals concerts entre setmana per a adults, els concerts de diumenge al matí, amb una programació més accessible (Pierre i el Llop, Piccolo, Saxo et Compagnie, El Carnaval dels Animals...) i sovint presentat i explicat per un comentarista (Frédéric Lodéon). També destaquem una col·laboració educativa amb el Rectorat de l'Acadèmia de Tolosa a través de l'associació Classisco. Amb motiu del festival de música, s'uneix amb l'Orquestra Nacional del Capitoli per organitzar un concert educatiu reservat als alumnes de primària de la regió al Zénith de Tolosa. L'orquestra també organitza cada any un o dos concerts gratuïts reservats als estudiants.

## Pèrdua de laconnexió fonamental amb la música
El 16 de març de 2015, Michel Plasson va donar, en una entrevista, una visió global de la situació musical a França. Considera que França ha perdut el seu vincle fonamental amb la música. Especifica:
| « | Crec que, malauradament, l'època de la Revolució Francesa va contribuir a això, matant els mestres [les escoles de cant i música annexes a les esglésies abans de la Revolució de 1789]. Quan veus la qualitat dels cors a Espanya o Anglaterra, i la compares amb l'estat de les nostres corals, és aclaparador. | » |

Tanmateix, un conjunt vocal com la Maîtrise de Toulouse, dirigida per Mark Opstad, acaba de ser reconegut com el millor mestre de França i la seva obra va ser coronada amb el Premi Liliane Bettencourt.

## L'Associació Aida
Des de novembre de 1988, l'Orquestra compta amb el suport de l'Associació Aïda, l'Associació de mecenes del Teatre i l'Orquestra Nacional del Capitoli de Tolosa, l'objectiu inicial de la qual era desenvolupar la influència de l'Orquestra Nacional del Capitoli de Tolosa. Al llarg dels anys, impulsada per la passió dels seus membres, músics i equip, Aïda ha contribuït en gran manera a posar la música clàssica a l'abast del màxim de gent possible i també ha obert al Teatre del Capitoli, Òpera nacional de la ciutat de Tolosa. Hi ha noms ben coneguts a Tolosa: Airbus, l'aeroport de Tolosa-Blagnac, el CNES (Centre Nacional d'estudis Espacials) i el diari La Dépêche du Midi.

## Premis i honors
La falange de Tolosa i els seus directors han estat premiats amb nombrosos premis: 
- premi l'Académie Charles-Cros,
- premi de l'Académie du Disque Français,
- premi de l'Académie du disque lyrique,
- Gran Premi Cæcilia en Belgique,
- Gran Premi Mondial International Record Critic's Award.

També han rebut nombroses recompenses musicals franceses.
| Any  | Catègoria                                           | Informació complementaria |
| ---- | --------------------------------------------------- | --- |
| 1993 | Conjunt instrumental de l'any                       | Orquestra Nacional del Capitoli de Tolosa, dirigida per Michel Plasson                                                                                             |
| 1994 | Conductor de l'any                                  | Michel Plasson |
| 1994 | Enregistrament líric de l'any                       | Don Quichotte de Jules Massenet interpreté Teresa Berganza, Alain Fondary, José van Dam i l'Orquestra Nacional del Capitoli de Tolosa, dirigida per Michel Plasson |
| 1996 | Conductor de l'any                                  | Michel Plasson |
| 1999 | Enregistrament de música clàssica francesa de l'any | Lakmé (Léo Delibes) interpreté Natalie Dessay, Gregory Kunde, José Van Dam et l'Orquestra Nacional del Capitoli de Tolosa, dirigida per Michel Plasson             |
| 2004 | Enregistrament de música clàssica francesa de l'any | Carmen (Bizet) interpreté Angela Gheorghiu, Roberto Alagna, Les Éléments, Orquestra Nacional del Capitoli de Tolosa dirigida per Michel Plasson                    |
| 2008 | Victòria d'honor                                    | Premiat amb motiu de la 15a edició de les Victoires de la Musique Classique que va tenir lloc al Halle aux Grains de Tolosa                                        |